# Lamborghini Flying Star II

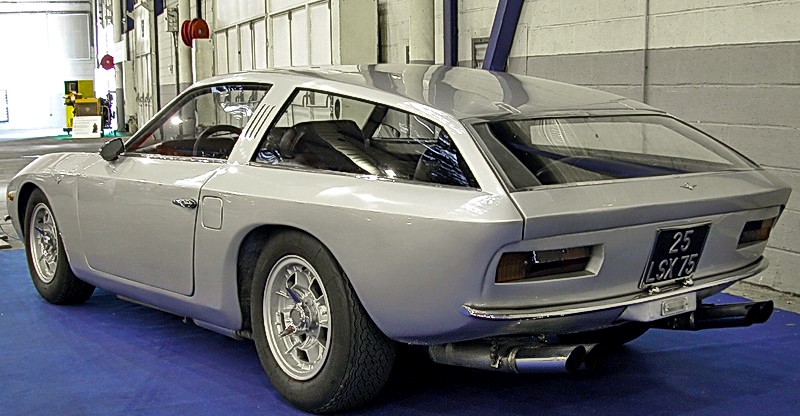
Vista posterior.

El Lamborghini Flying Star II (también conocido como Lamborghini 4000 GT Flying Star II) es un prototipo de automóvil diseñado y construido para Lamborghini por la Carrozzeria Touring en 1966.

## Historia y características
Con el Flying Star II, la Carrozzeria Touring, que estaba atravesando serios problemas financieros en esa época, trató de despertar el interés de Lamborghini. Este prototipo fue creado por un equipo dirigido por Carlo Felice Bianchi Anderloni, hijo del fundador de Carrozzeria Touring, Felice Bianchi Anderloni, y fue presentado en el Salón del Automóvil de Turín en noviembre de 1966. El Flying Star II tenía un motor V12 a V de 60 grados, con 3939 cc y bloque de aluminio, montado en la parte delantera y con una potencia de 320 CV. Tenía una transmisión de 5 velocidades, suspensión totalmente independiente y frenos de disco en las cuatro ruedas. El Lamborghini Flying Star II podía alcanzar los 250 km/h de velocidad máxima.
Lamentablemente, su gran tamaño para un automóvil de dos plazas, sus líneas angulares, y el controvertido diseño del techo que lo hacía parecerse a un automóvil familiar, eran características adelantadas para su época pero que no encontraron el favor del público. Lamborghini decidió seguir fabricando los modelos de la época, el 350 GT y el 400 GT. El Flying Star II fue el último diseño realizado por Carrozzeria Touring antes de que la compañía cerrara sus puertas. El prototipo fue comprado por un cliente francés que fue asistido por Ciclet, el importador francés Lamborghini. Actualmente, el modelo original se encuentra en el Reino Unido. 